# Ipixuna
Ipixuna é um município brasileiro no interior do estado do Amazonas, Região Norte do país. Pertencente à mesorregião do Sudoeste Amazonense e microrregião de Juruá, seu nome provém do rio Ipixuna, um dos principais afluentes do rio Juruá, com a extensão de cerca de 300 quilômetros.
Em 2000, a cidade foi classificada com o quinto pior índice de desenvolvimento humano do Brasil, o que vem motivando várias ações governamentais no intuito de desenvolver a cidade. Em 2016 o município ficou em último lugar no Índice de Desenvolvimento Municipal divulgado pela Federação das Indústrias do Estado do Rio de Janeiro (Firjan). Sua população estimada pelo Instituto Brasileiro de Geografia e Estatística (IBGE) era de 31 172 habitantes em 2021.

## Topônimo
"Ipixuna", em língua tupi, significa "água escura", denominação esta dada pelos índios catuquinas, culinas e canamaus ao rio Ipixuna.

## Organização Político-Administrativa
O Município de Ipixuna possui uma estrutura político-administrativa composta pelo Poder Executivo, chefiado por um Prefeito eleito por sufrágio universal, o qual é auxiliado diretamente por secretários municipais nomeados por ele, e pelo Poder Legislativo, institucionalizado pela Câmara Municipal de Ipixuna, órgão colegiado de representação dos munícipes que é composto por vereadores também eleitos por sufrágio universal.

## Infraestrutura

### Saúde
O município de Ipixuna possuía, em 2009, 6 estabelecimentos de saúde, sendo todos estes públicos municipais ou estaduais, entre hospitais, pronto-socorros, postos de saúde e serviços odontológicos. Neles havia 5 leitos para internação. Em 2014, 98,5% das crianças menores de 1 ano de idade estavam com a carteira de vacinação em dia. Em 2015, foram registrados 441 nascidos vivos, ao mesmo tempo que o índice de mortalidade infantil foi de 15 óbitos de crianças menores de cinco anos de idade a cada mil nascidos vivos. No mesmo ano, 29,3% das crianças que nasceram no município eram de mães adolescentes. Cerca de 98,5% das crianças menores de 2 anos de idade foram pesadas pelo Programa Saúde da Família em 2014, sendo que 0,4% delas estavam desnutridas.
O município possuía, em 2009, apenas um estabelecimento de saúde especializado em neurocirurgia, obstetrícia, pediatria, psiquiatria e traumato-ortopedia. Dos 6 estabelecimentos de saúde, 5 deles eram sem internação e 1 deles com internação. Até 2015, não havia registros de casos de HIV/AIDS. O número de casos de doenças transmitidas por mosquitos e insetos foi de 16, em 2012, sendo a principal delas a leishmaniose.